# Französische Frauenfußballmeisterschaft 1986/87
Die französische Frauenfußballmeisterschaft 1986/87 war die 13. Ausspielung dieses Titels seit der offiziellen Anerkennung des Frauenfußballs durch die FFF, den Fußballverband Frankreichs, im Jahr 1970 und der ersten Austragung in der Saison 1974/75. Die Meisterschaft wurde in einer Mischung aus Liga- und K.o.-Modus ausgespielt; eine frankreichweite höchste Liga gab es bis 1992 noch nicht.
Titelverteidiger VGA Saint-Maur erreichte erneut das Endspiel, in dem die Frauen aus Saint-Maur-des-Fossés sich – in einer Neuauflage des Vorjahresfinales – erneut gegen die ASJ Soyaux durchsetzten und innerhalb von fünf Jahren ihren vierten Meistertitel gewannen.

## Vorrunde
In diesem Jahr spielten 48 Teams in sechs regionalen Ligen eine doppelte Punkterunde, in der jeder Verein in Heim- und Auswärtsspiel gegen jeden anderen Gruppengegner antrat. Nur die jeweiligen Gruppenersten erreichten das Halbfinale. Bei Punktgleichheit – es galt die Zwei-Punkte-Regel – gab zunächst der direkte Vergleich und gegebenenfalls anschließend die bessere Tordifferenz den Ausschlag. Die einzelnen Spielergebnisse der Vorrundengruppen sind in den verwendeten Quellen nicht angegeben.
| Pl. | Verein              | Tore  | Pkte. |
| --- | ------------------- | ----- | ----- |
| 1.  | VGA Saint-Maur      | 60:06 | 28    |
| 2.  | FCF Hénin-Beaumont  | 60:09 | 24    |
| 3.  | Paris Saint-Germain | 29:22 | 17    |
| 4.  | FC Metz             | 25:25 | 13    |
| 5.  | Fémina OS Hem       | 23:26 | 12    |
| 6.  | AC Cambrai          | 19:31 | 10    |
| 7.  | AS Sault-lès-Rethel | 11:46 | 06    |
| 8.  | AC Abbeville        | 05:67 | 02    |

| Pl. | Verein                 | Tore  | Pkte. |
| --- | ---------------------- | ----- | ----- |
| 1.  | FC Lyon                | 33:13 | 23    |
| 2.  | ASPTT Strasbourg       | 49:20 | 23    |
| 3.  | SC Caluire Saint-Clair | 31:21 | 17    |
| 4.  | AS Nancy               | 13:18 | 15    |
| 5.  | RC Flacé-Mâcon         | 21:16 | 13    |
| 6.  | Racing Colmar          | 16:30 | 12    |
| 7.  | US Baume-les-Dames     | 19:36 | 05    |
| 8.  | AC Gy                  | 07:35 | 04    |

| Pl. | Verein                  | Tore       | Pkte.      |
| --- | ----------------------- | ---------- | ---------- |
| 1.  | Omnium Sports Monaco    | 50:11      | 21         |
| 2.  | AS Toussieu             | 25:19      | 15         |
| 3.  | FC Valence              | 25:22      | 15         |
| 4.  | FC Grenoble             | 24:26      | 10         |
| 5.  | ES Saint-Rémy-de-Pr.    | 19:36      | 09         |
| 6.  | RC Paillade Montpellier | 22:32      | 08         |
| 7.  | ES Port-la-Nouvelle     | 13:32      | 06         |
| –   | SMUC Saint-Joseph       | zurückgez. | zurückgez. |

| Pl. | Verein                 | Tore  | Pkte. |
| --- | ---------------------- | ----- | ----- |
| 1.  | ASJ Soyaux             | 48:09 | 27    |
| 2.  | Olymp. Mirail Toulouse | 34:14 | 20    |
| 3.  | AS Muret               | 14:18 | 18    |
| 4.  | ESTC Poitiers          | 21:22 | 15    |
| 5.  | ASPTT Bordeaux         | 24:26 | 13    |
| 6.  | US Cissé               | 14:38 | 08    |
| 7.  | ES Arpajon             | 16:26 | 07    |
| 8.  | AS Montricoux          | 16:34 | 04    |

| Pl. | Verein                 | Tore  | Pkte. |
| --- | ---------------------- | ----- | ----- |
| 1.  | CS Saint-Brieuc        | 46:05 | 26    |
| 2.  | US Montfaucon          | 26:17 | 24    |
| 3.  | Stade Quimper          | 20:14 | 16    |
| 4.  | ASG Saint-Herblain     | 16:19 | 14    |
| 5.  | FCF Condé-sur-Noireau  | 26:23 | 12    |
| 6.  | Saint-Pierre Milizac   | 11:34 | 08    |
| 7.  | US Villaines           | 13:27 | 08    |
| 8.  | ES Saint-André-d’Ornay | 07:26 | 04    |

| Pl. | Verein            | Tore  | Pkte. |
| --- | ----------------- | ----- | ----- |
| 1.  | FC Le Neubourg    | 25:18 | 20    |
| 2.  | EC Tours          | 43:10 | 19    |
| 3.  | JS Poissy         | 40:17 | 18    |
| 4.  | Juvisy FCF        | 37:17 | 18    |
| 5.  | AS Moulins        | 17:21 | 13    |
| 6.  | AO Boran-sur-Oise | 21:30 | 13    |
| 7.  | US Orléans        | 20:29 | 11    |
| 8.  | AS Pont-de-Ruan   | 07:68 | 0     |

## Halbfinale
Die sechs qualifizierten Frauschaften wurden auf zwei Dreiergruppen aufgeteilt, die in einer einfachen Punkterunde je einmal gegen die beiden Gruppengegner antraten. Die beiden Erstplatzierten dieser Gruppen trugen anschließend das Endspiel um den Meistertitel aus.

### Gruppe A
|                 | FC LeN | CS StB | VGA StM |
| FC Le Neubourg  |        | :      | 1:3     |
| CS Saint-Brieuc | 2:3    |        | :       |
| VGA Saint-Maur  | :      | 2:1    |         |

| Pl. | Verein          | Sp | G | U | V | Tore | Pkte. |
| --- | --------------- | -- | - | - | - | ---- | ----- |
| 1.  | VGA Saint-Maur  | 2  | 2 | 0 | 0 | 5:2  | 4:0   |
| 2.  | FC Le Neubourg  | 2  | 1 | 0 | 1 | 4:5  | 2:2   |
| 3.  | CS Saint-Brieuc | 2  | 0 | 0 | 2 | 3:5  | 0:4   |

### Gruppe B
|            | FC Lyo | OS Mon | ASJ Soy |
| FC Lyon    |        | 1:1    | :       |
| OS Monaco  | :      |        | 1:2     |
| ASJ Soyaux | 2:1    | :      |         |

| Pl. | Verein     | Sp | G | U | V | Tore | Pkte. |
| --- | ---------- | -- | - | - | - | ---- | ----- |
| 1.  | ASJ Soyaux | 2  | 2 | 0 | 0 | 4:2  | 4:0   |
| 2.  | FC Lyon    | 2  | 0 | 1 | 1 | 2:3  | 1:3   |
| 2.  | OS Monaco  | 2  | 0 | 1 | 1 | 2:3  | 1:3   |

## Finale
Das Spiel fand am 14. Juni 1987 in Lyon statt.
| VGA Saint-Maur – ASJ Soyaux | 3:0 (1:0) |

Aufstellungen
- Saint-Maur: Sandrine Roux – Bachir-Bei, Billy, Guilly, Sylvie Baracat – Marie-Agnès Annequin, Élisabeth Loisel, Nathalie Flisar (55. Laurence Richoux), – Martine Puentes (65. Sophie Rudant), Nicole Abar, Régine Mismacq
Trainerin: Dominique Tedeschi
- Soyaux: Rouyer – Véronique Lapouge (74. Peligri), Audier, Mazoué, Sylvie Dizier – Cathérine Mercadier, Florence Rimbault, Bernadette Constantin (58. Launay), Clergeau – Nathalie Tarade, Delbecque
Trainer: Claude Fort

Tore
1:0 Flisar (23.)

2:0 Abar (73.)

3:0 Abar (75.)